# مانفرد سیسلر
مانفرد سیسلر (انگلیسی: Manfred Seissler؛ زادهٔ ۸ اوت ۱۹۳۹) بازیکن فوتبال اهل آلمان است.
وی همچنین در تیم ملی فوتبال ایالات متحده آمریکا بازی کرده‌است.